# Сибирский научно-исследовательский и проектно-технологический институт животноводства
Сибирский научно-исследовательский и проектно-технологический институт животноводства Сибирского федерального научного центра агробиотехнологий Российской академии наук (СибНИПТИЖ СФНЦА РАН) — российский институт, занимающийся разработкой технологий изготовления продуктов для различных отраслей животноводства. Основан в 1930 году. Расположен в Краснообске (Новосибирская область).

## История
В 1925 году возле Новосибирска была создана Сибирская центральная сельскохозяйственная опытная станция с отделом животноводства.
В 1930 году был организован Сибирский научно-исследовательский институт молочного хозяйства, в июле этого же года институт был объединён с племсовхозом и стал называться Сибирским институтом мясо-молочного хозяйства.
После слияния с опытной станцией по свиноводству получил имя Сибирского научно-исследовательского института животноводства (СибНИИЖ).
В 1970 году на базе СибНИИЖа был основан Сибирский научно-исследовательский и проектно-технологический институт животноводства (СибНИПТИЖ), вошедший в состав СО ВАСХНИЛ.

## Деятельность
- создание безопасных, прогрессивных, экологических и ресурсосберегающих производительных технологий для отраслей птицеводства, свиноводства, молочного и мясного скотоводства, овцеводства и рыбоводства;

- селекция новых пород сельскохозяйственных животных и улучшение существующих пород;

- определение для животных типов, норм и рационов кормления;

- технологии по созданию долголетних культурных пастбищ и эффективности их использования;

- изыскание прогрессивных форм для организации выпуска продукции животноводства;

- освоение и развитие биотехнологических способов повышения производительности животноводства;

- разработка, внедрение новых техник механизации и автоматизации в природных процессах животноводства и совершенствование уже существующих подобных техник;

- создание и внедрение экспериментальных проектов реконструкции для существующих животноводческих ферм и комплексов;

- строительство новых ферм и комплексов для животноводства

## Продукция

### Выведенные животные
- 8 пород животных
- 3 породные группы
- 7 заводских типов
- 5 заводских линий и кроссов

### Другие разработки
- 4 сорта кормовых корнеплодов
- 6 технологий производства животноводческой продукции
- 3 технологии изготовления кормов, одобренных научно-техническим советом Госагропрома СССР и РСФСР
- 100 проектов и предложений для ферм животноводства

## Издания
Институт издал 19 справочников и монографий.

## Авторские свидетельства и патенты
405 патентов и авторских свидетельств.

## Награды

### Награды института
Награждён Орденом «Знак Почёта» (1980). Имеет дипломы и сертификаты, 2 большие и 5 малых золотых медалей за участие в Международных и региональных выставках-ярмарках на Всесоюзном выставочном центре в Москве.

### Звания сотрудников института
Звания «Засл. деятель науки РФ» присвоены сотрудникам М. Д. Чамухе, В. Г. Гугле, В. Т. Колюжнову, В. А. Бекеневу; «Засл. инженер РФ» — И. К. Хлебникову; «Засл. работник с. х. РФ» — И. М. Лабузовой, А. Г. Крючковскому; «Засл. конструктор РФ» — Н. В. Нюшкову; «Засл. изобретатель РФ» — Н. А. Трусову. Звание лауреатов пр. Совмина РФ были получены Н. В. Нюшковым, Н. А Трусовым, Б. И. Изааком, В. Б. Тимошенко, А. Г. Горбачёвым, В. А. Комаренко, А. Я. Кропачевым; звание лауреатов премии Совета Министров СССР — А. П. Калашниковым, Ю. М. Бурдиным, И. Т. Литвиненко, М. И. Рагимовым, И. К. Хлебниковым, Р. Я. Бахмутовой, В. С. Егоровым, В. А. Жулидовым. Также был признан большой вклад руководителей ОПХ «Садовское» П. Т. Золотарёва и «Боровское» В. С. Егорова.

## Руководители
- М. Д. Петухов (1930—1932)
- И. И. Вильдман (1932—1934)
- И. И. Ухин (1934—1938)
- Е. Т. Майскова (1938—1943)
- М. О. Симон (1947—1970), чл.-корр. ВАСХНИЛ
- А. П. Калашников (1970—1979), акад. ВАСХНИЛ
- М. Д. Чамуха (1979—1989), чл.-корр. ВАСХНИЛ
- В. Г. Гугля (1989—1998), акад. РАСХН